# Don Gilet
Don Gilet, född 1967 i Walsall, är en brittisk skådespelare.
Gilets första större roll var Johnny Lindo i tv-serien Babyfather (2001–2002). Han har även spelat i tv-serien Nattskiftet och i miniserien The Line of Beauty, som bland annat har sänts i Sveriges Television.